# Бои в Забайкалье (1918)
Бои в Забайкалье (апрель — июнь 1918) — наступление сил атамана Григория Семёнова и контрнаступление Красной армии во время Гражданской войны в России.

## Предыстория
Зимой 1917—1918 годов Григорий Семёнов поднял восстание и попытался захватить Читу, но был выбит в Маньчжурию.
С 24 марта по 5 апреля 1918 года в Чите прошёл III Забайкальский областной съезд Советов рабочих, крестьян и казаков. 27 марта казачья фракция съезда Советов объявила себя III Областным казачьим съездом, который принял решение о ликвидации казачьего сословия и войсковых управлений Забайкальского казачьего войска. В ответ на решения съезда 7 апреля Семёнов вновь вступил в Забайкалье.

## Ход событий

### Наступление Семёнова
Части Особого маньчжурского отряда Семёнова наступали через Александровский Завод на Нерчинск, через Акшу и Дарасун на Читу, и вдоль железной дороги от станции Маньчжурия на Карымскую. Численность войск Семёнова красные оценивали в 3891 человек. Однако не менее половины этих войск ещё формировались и в боях не участвовали. Семёнов объявил мобилизацию казаков 2-го отдела Забайкальского войска, что могло довести его силы до 9 тысяч бойцов.
Красные отступили за реку Онон, взорвав железнодорожный мост. Продолжив наступление, семёновцы захватили станцию Бурятская, чем создали угрозу выхода к Амурской железной дороге у разъезда Кайдалово. Отряд есаула Беломестнова занял село Александровский завод, другой отряд — город Акша, сёла Усть-Иля и Дульдурга. Далее семёновцы продвинуться не смогли из-за сопротивления красных отрядов; более того, 12 мая отряд Беломестнова отошёл в деревню Пури, а затем к железной дороге.

Видя опасность, красные мобилизовали все силы. К Адриановке были дополнительно переброшены красногвардейцы станций Чита и Хилок, Черновских и Арбагарских угольных копей, городов Нерчинск и Акша, села Александровский Завод, посёлков Унда и Ломовский. Из бывших казаков 4-го отдела была образована бригада численностью до 1400 человек, которая именовалась «Коп-Зор-Газ» по начальным слогам сёл Копунь, Зоргол, Газимурский завод. 3 мая большевики ввели осадное положение в Чите и на Забайкальской железной дороге, создали Военно-революционный штаб во главе с Дмитрием Шиловым. На помощь забайкальским большевикам прибывали подкрепления из Амурской и Приморской областей; общая численность стянутых против Григория Семёнова красных войск составила до 13 тысяч бойцов. 9 мая Центросибирь объявила, что 
есаул Семёнов, поднявший знамя восстания против Советской власти, при помощи иностранных денег и орудий пытающийся разгромить её, грабящий и разоряющий станицы трудового забайкальского казачества, объявляется врагом народа, стоящим вне закона. Все те, кто тайно или открыто, прямо или косвенно, путём ли вооружённой поддержки или снабжением боевыми или продовольственными припасами будет содействовать Семёнову… объявляются врагами народа, врагами трудовой Республики Советов. Всё имущество их… подлежит немедленной конфискации.

### Контрнаступление красных
Собрав силы, красные 8 мая под общим командованием С. Г. Лазо перешли в контрнаступление. Главные силы под командованием Сергея Серышева наступали вдоль железной дороги при поддержке 20 орудий и 2 бронепоездов. 15 мая после двухчасового боя красные выбили семёновцев со станции Бурятская, затем заняли Могойтуй и Агу. Одновременными ударами по центру и флангам войска Сергея Лазо отбросили Особый маньчжурский отряд за реку Онон, а 18 мая вернули станцию Оловянная. Григорий Семёнов рассчитывал закрепиться на высоком правом берегу Онона, учитывая, что красным придётся форсировать реку без переправочных средств, так как железнодорожный мост был ими взорван при отступлении.
Красные возобновили наступление 27 мая. Пехота начала переправу по разрушенному мосту, а конница, форсировав Онон в 15 километрах севернее, создала семёновцам угрозу с тыла. Вынужденные бросить часть артиллерии и пулемётов, семёновцы отошли на юг. 9 июня красные захватили станцию Борзя.
Северо-восточнее железной дороги против семёновцев при поддержке пяти орудий действовала бригада «Коп-зор-газ» и отряды красногвардейцев из Нерчинска и Александровского завода. 9 июня в бою у села Ключевского красные уничтожили полк из 400 монголов-хорчинов, воевавших в составе Особого маньчжурского отряда. У села Мулина конной атакой красные во главе с В. А. Кожевниковым опрокинули мобилизованных Семёновым казаков. Эти победы создали угрозу окружения белых войск с северо-востока.
19 июня красные заняли станции Даурия и Дарасун, а семёновцы закрепились чуть севернее границы с Китаем. Ожесточённая позиционная борьба в районе станции Мациевская и разъездов № 86 (ныне город Забайкальск) и № 87 (возле самой границы) продолжалась более месяца. Только 19 июля семёновцы оставили Мациевскую, а к 28 июля красные вынудили войска Григория Семёнова отойти из Забайкалья в Маньчжурию.

## Итоги и последствия
После весенне-летних боёв у Семёнова остались только коренные добровольческие части: набранные в апреле по мобилизации казаки разошлись по домам или перешли к красным.